# Gisement de gaz de Vaux-en-Bugey
Le gisement de gaz de Vaux-en-Bugey est un gisement de gaz naturel de France, situé dans le département de l'Ain, à proximité du bourg de Vaux-en-Bugey, dans la région naturelle du Bugey, au sud-ouest du massif du Jura.
Bien que modeste, rapidement épuisé et aujourd'hui inexploité, le gisement de Vaux, découvert en 1906, est connu pour être le tout premier à avoir été exploité sur le territoire français, utilisé commercialement de 1924 à 1961, et ayant contribué au développement économique de cette partie du Bugey.

## Localisation
Le gisement est mis au jour dans le vallon formé par un ruisseau, le Buizin, qui prend sa source près de Souclin, et se jette dans l'Albarine à Saint-Denis-en-Bugey. Ce site se trouve sur le territoire de la commune de Vaux-en-Bugey, environ 1 km en amont du village de Vaux-Févroux, situé à l'ouest de la région du Bugey, sur les marges occidentales du massif du Jura méridional, au sud du département de l'Ain et à environ 5 km au sud-sud-est d'Ambérieu-en-Bugey.

## Histoire

### Découverte

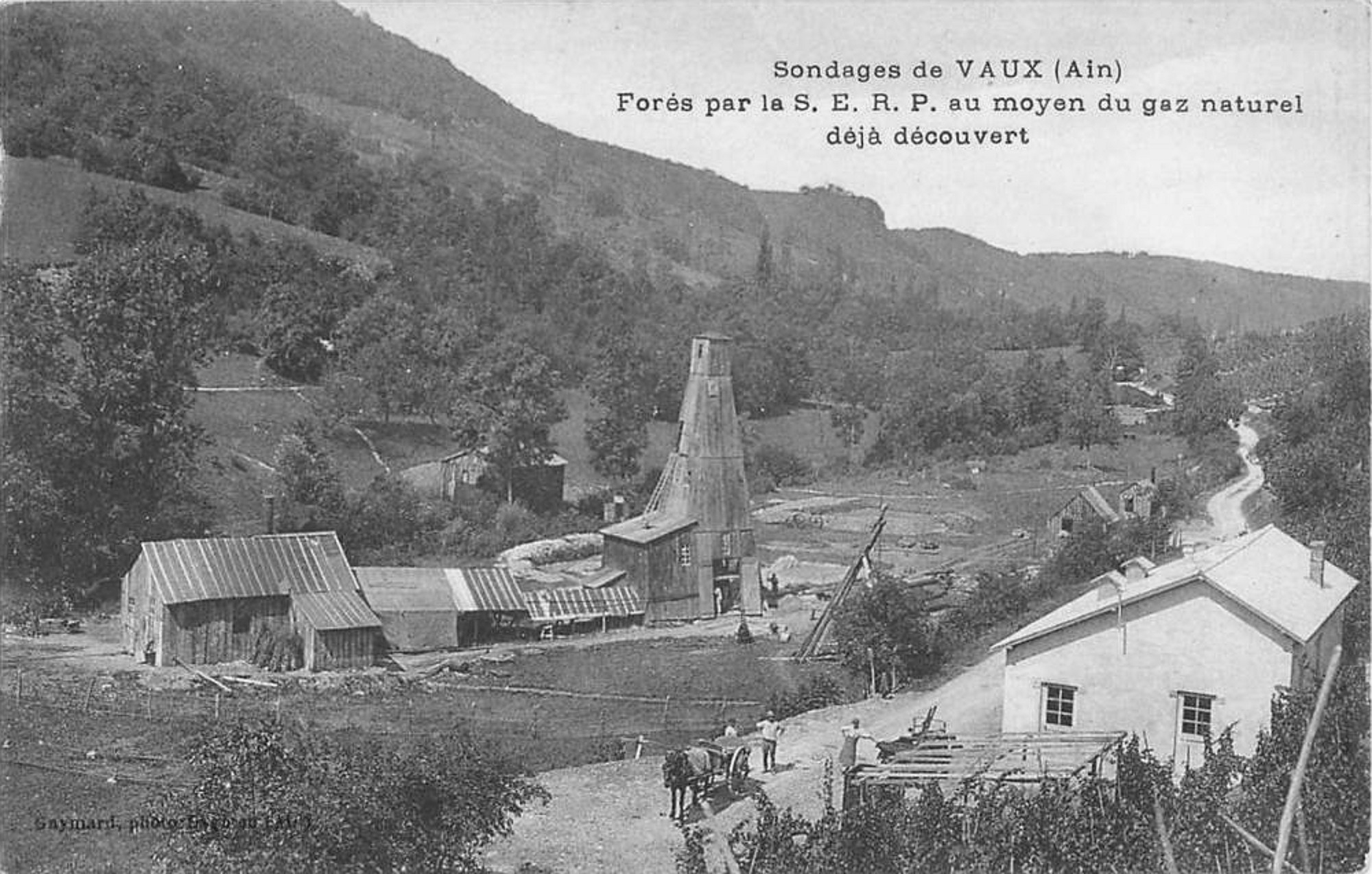
Vue historique du sondage initial (carte postale ancienne).
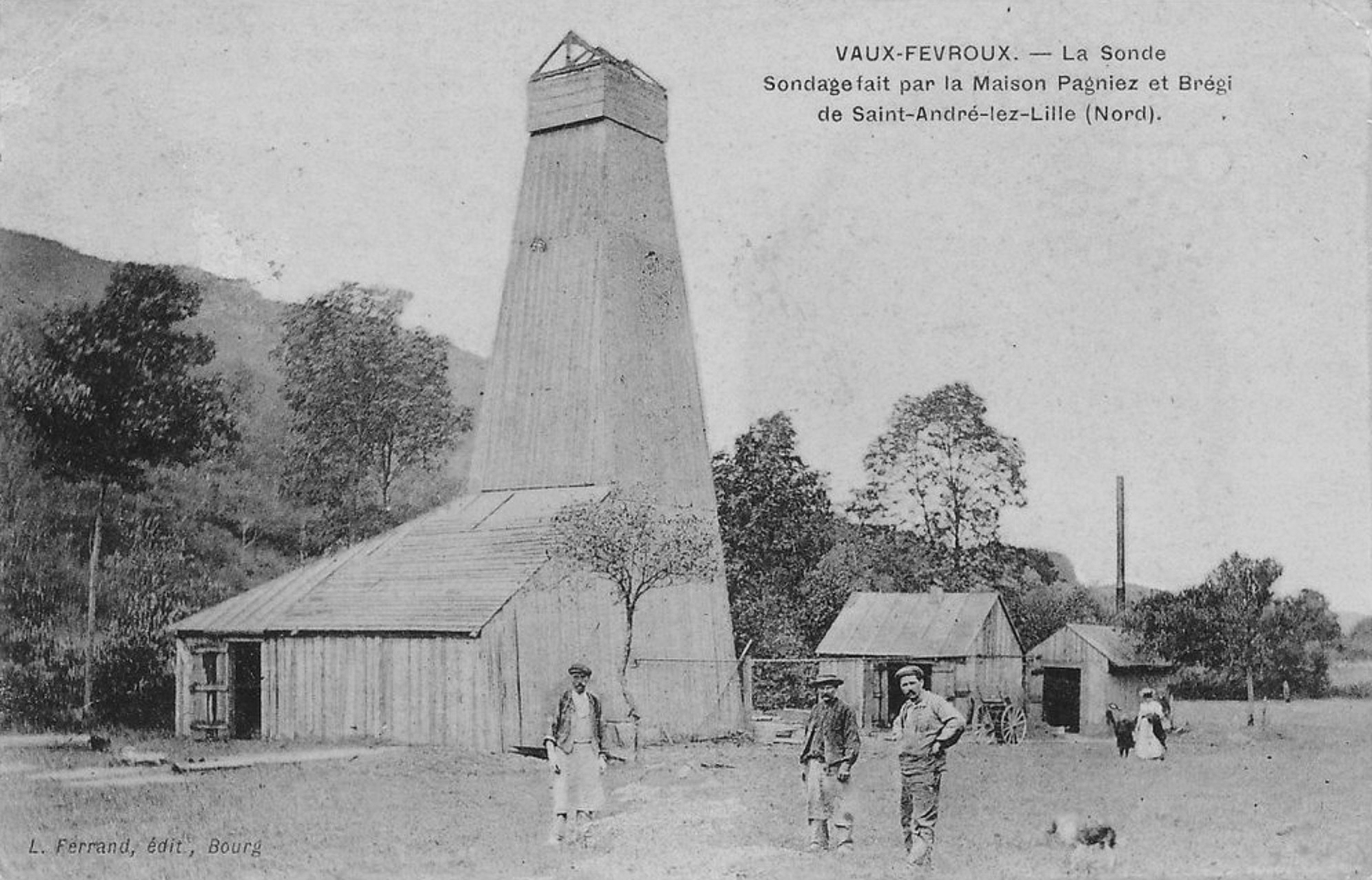
Vue historique du sondage initial.

Initialement à la recherche de houille, de lignite et de sel, MM. Pagnez et Bregin, originaires de Saint-André-lez-Lille, dans le Nord de la France, découvrent par hasard un champ gazier, révélé par un jet d'eau de six à huit mètres de haut, projeté par le gaz sous pression. Ce premier puits prend ensuite leur nom mais est rapidement bouché et délaissé,. Le gaz continue toutefois de s'échapper, parfois par éruptions violentes, qui annihilent toute tentative de reboucher les orifices.
À partir de 1917, en quête de charbon, le Syndicat d'études et de recherches du Bugey, qui s'est constitué, fonce un nouveau puits (dit le puits Torcieu), situé à 2 km au nord-est du puits Pagnez-Bregi. En 1919, une nouvelle société, la Société civile de recherche de Vaux, constituée par la Compagnie des mines de Blanzy et la Compagnie des forges de Châtillon-Commentry creuse un nouveau puits de gaz, sans réel succès. En 1924, c'est la Société de recherche et d'exploitation pétrolière (SREP), formée par les sociétés Électricité et Gaz du Nord et les Forges et Aciéries de Jeumont et du Creusot, qui obtient après plusieurs recherches, pendant cinq ans, un permis d'exploitation minière, dit de la « concession du Buisin ». Cinq puits sont creusés, et quatre d'entre eux donnent du gaz,. La localisation du gisement prometteur est un des arguments qui préside à l'installation d'une verrerie industrielle à Lagnieu, exploitée par la société Saint-Gobain, située à environ 2 km à vol d'oiseau à l'ouest, qui commence sa production au même moment. Une canalisation de 15 cm de diamètre sur 7 km de long, et de 6 cm sur 4,6 km relie le gaz à la verrerie. En 1926, on crée aussi au bord de la voie ferrée reliant Ambérieu à Lagnieu, près de Vaux, une usine chargée d'extraire la gazoline du gaz naturel, dont les propriétés sont alors jugées intéressantes, permettant de produire de l'essence pour automobiles par distillation,.
Un gazoduc est construit en 1927, ce qui permet d'alimenter la ville d'Ambérieu-en-Bugey, laquelle utilise le gaz pour mettre au point son éclairage public. Une usine à gaz, avec un gazomètre, y sont installés.
Des analyses, menées dans la première moitié du XXe siècle, précisent les teneurs en gaz : environ 90 % en alcanes, 5 % en azote, 0,5 à 5 % en dioxyde de carbone, 3,5 à 5 % en hydrogène, et 0,096 % en hélium.
Parallèlement, d'autres forages dans le secteur (Souclin, Lagnieu, Torcieu, Ambronay, Dompierre-sur-Veyle) donnent quelques indices de pétrole ou de gaz, sans perspectives économiques solides.

### Abandon du gisement

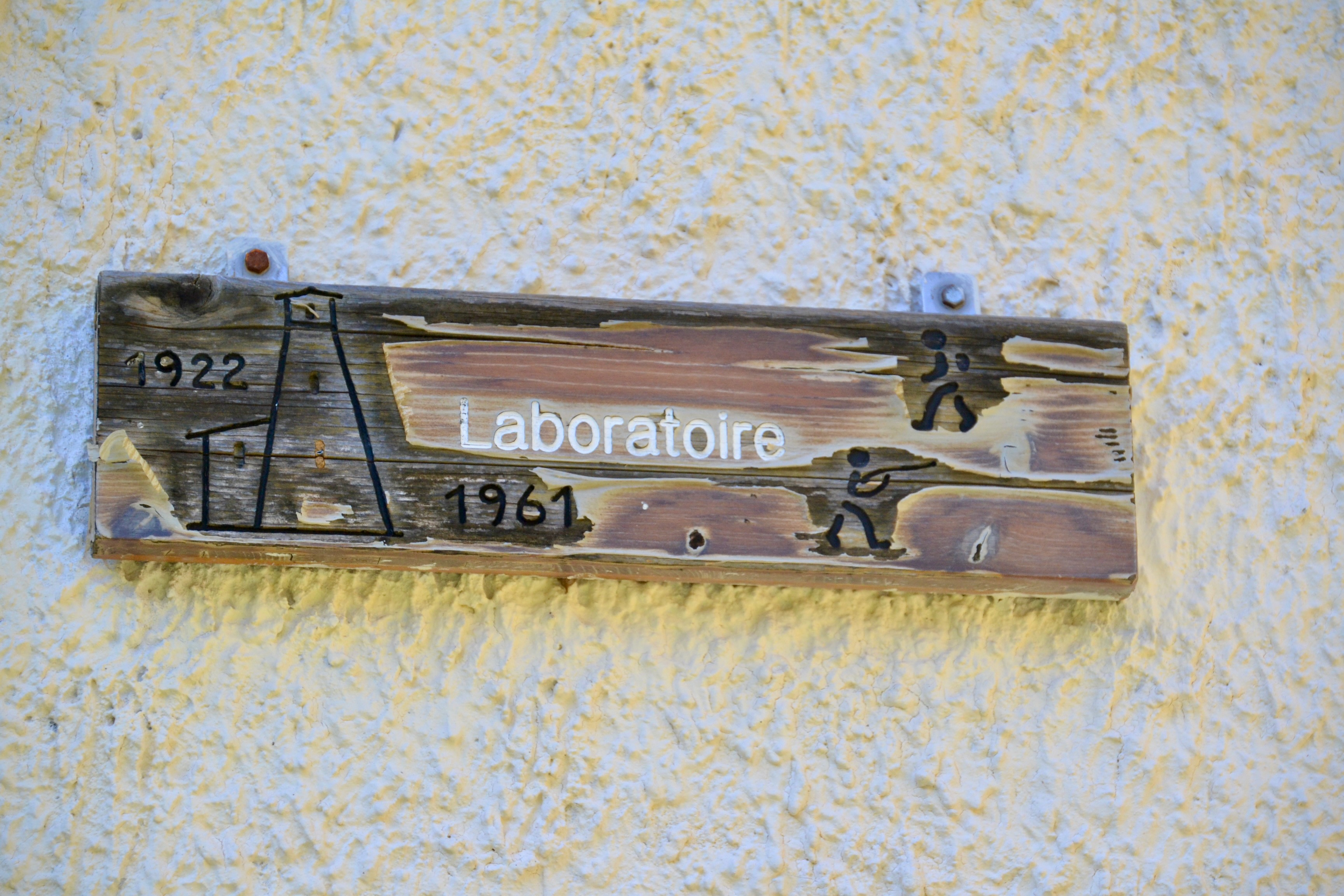
Panonceau sur le laboratoire, précisant la date de fermeture des puits.

Il est envisagé de raccorder la ville de Lyon ; la Compagnie du Gaz de Lyon est intéressée, et envisage un achat de 400 000 m3 au prix de 0,20 franc. Un système de canalisations de 60 km de long est prévu, et les communes traversées expriment leur souhait d'y être accordées.
Cependant, gisement s'appauvrit plus rapidement qu'imaginé. La production est divisée par huit entre 1924 et 1932, passant de 2 millions à 250 000 m3 par an. Dès 1928, la verrerie de Lagnieu cesse d'utiliser le gaz de Vaux. L'électrification d'Ambérieu en 1936 rend obsolète l'alimentation en gaz. Devenue très faible après 1950, la production cesse en 1961.

« Si [les gaz de Vaux] n'ont pas tenu les promesses qu'ils semblaient accréditer au début de leur exploitation, du moins ont-ils fait naître des espoirs toujours vivaces (…) Si leur intérêt économique (…) ne leur a pas valu le titre de richesse minérale, ils n'en restent pas moins une curiosité géologique unique en France par l'intensité du phénomène. »

— G. Mazenot, 1939.

### Vestiges
Dans le paysage, quelques traces du gisement demeurent :
- l'ancien laboratoire, au bord de la D60a qui mène de Vaux à Cleyzieu ;
- les puits obstrués, le long d'un chemin de randonnée, au bord du Buizin.

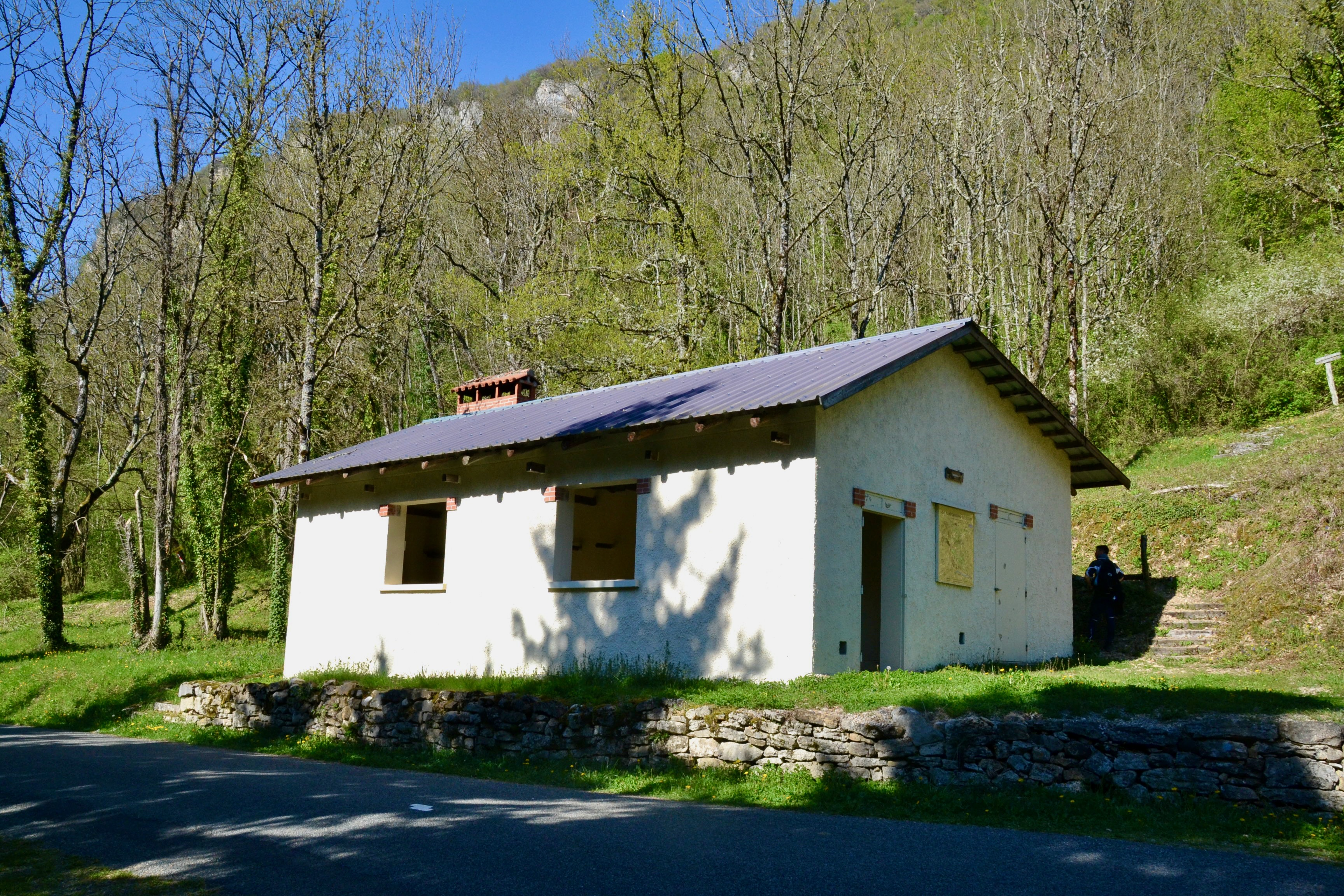
L'ancien laboratoire.
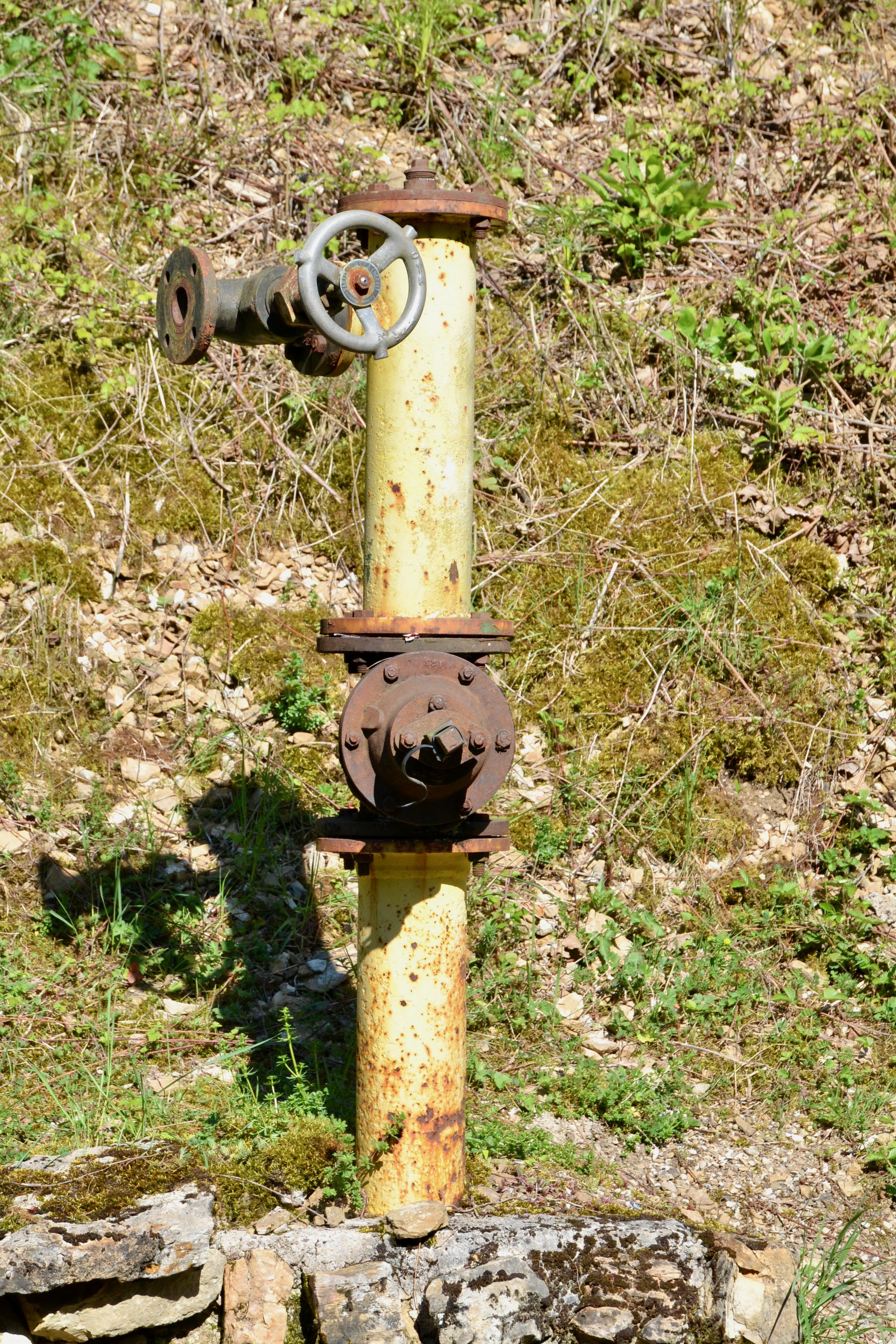
Canalisation près de l'ancien laboratoire.
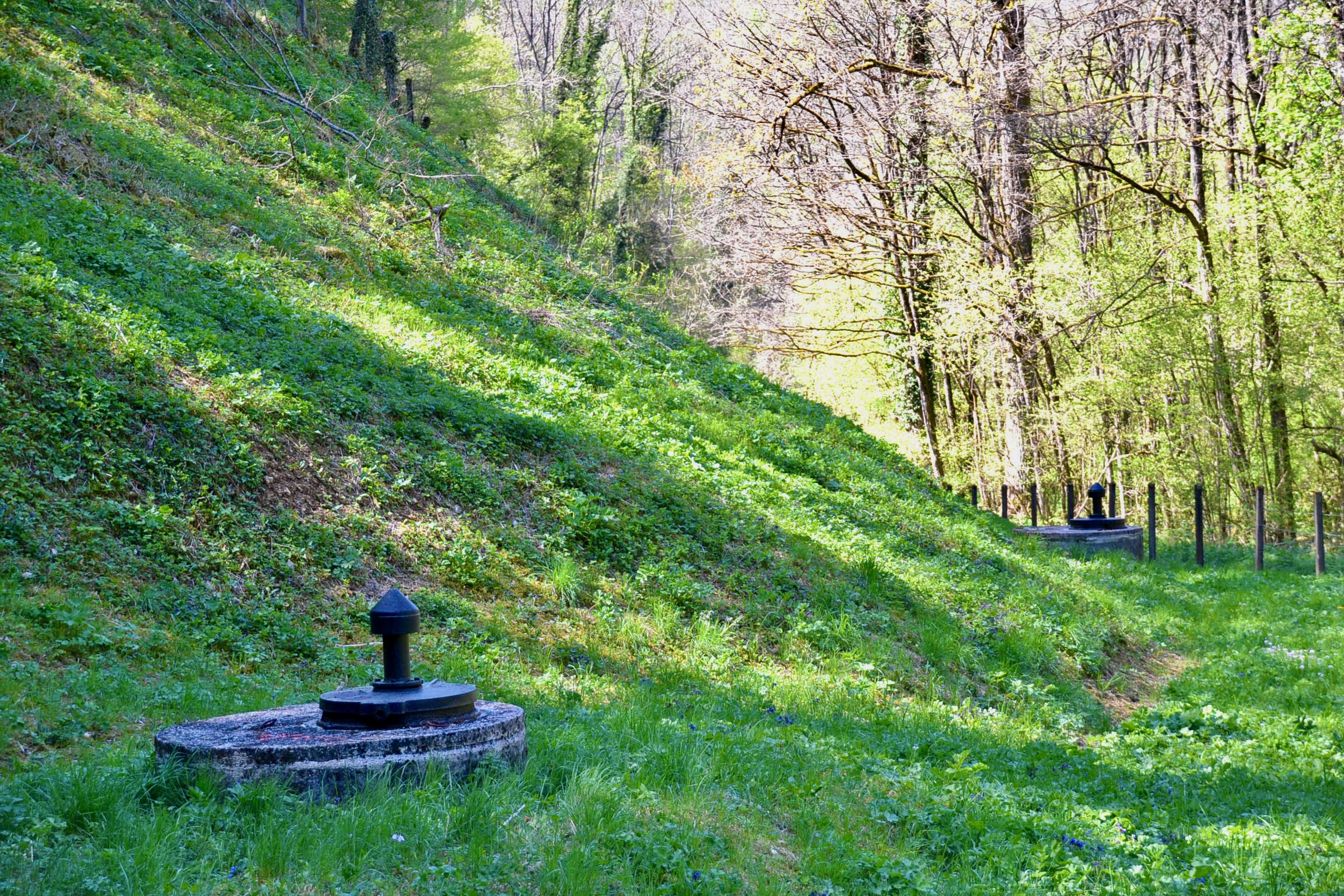
Puits.
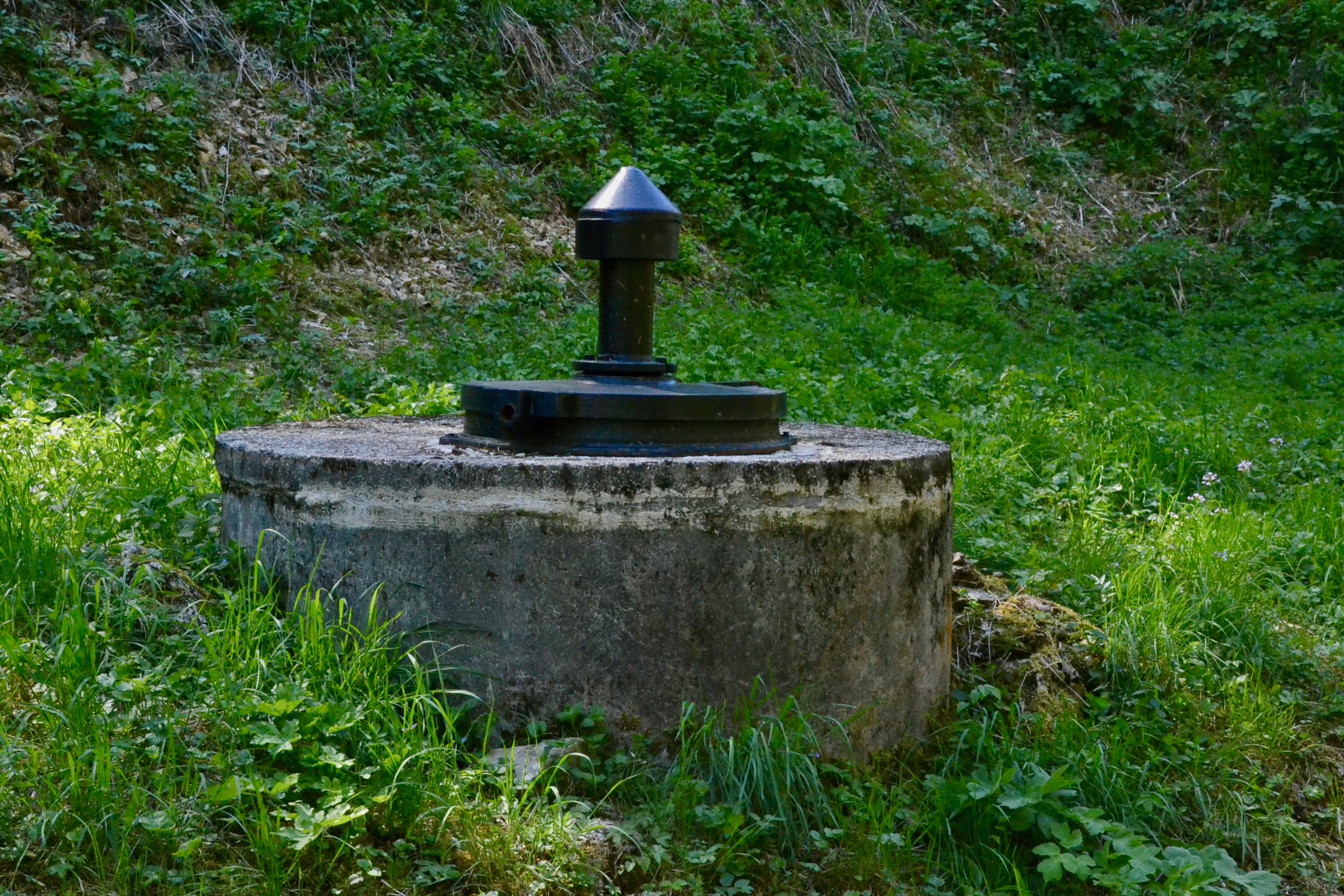
Puits (détail).